# Rue Gérard-Philipe
La rue Gérard-Philipe est une voie du 16e arrondissement de Paris, en France.

## Situation et accès
La rue Gérard-Philipe est une voie publique située dans le 16e arrondissement de Paris. Elle débute au 50, boulevard Lannes et se termine au 63, avenue du Maréchal-Fayolle.

## Origine du nom

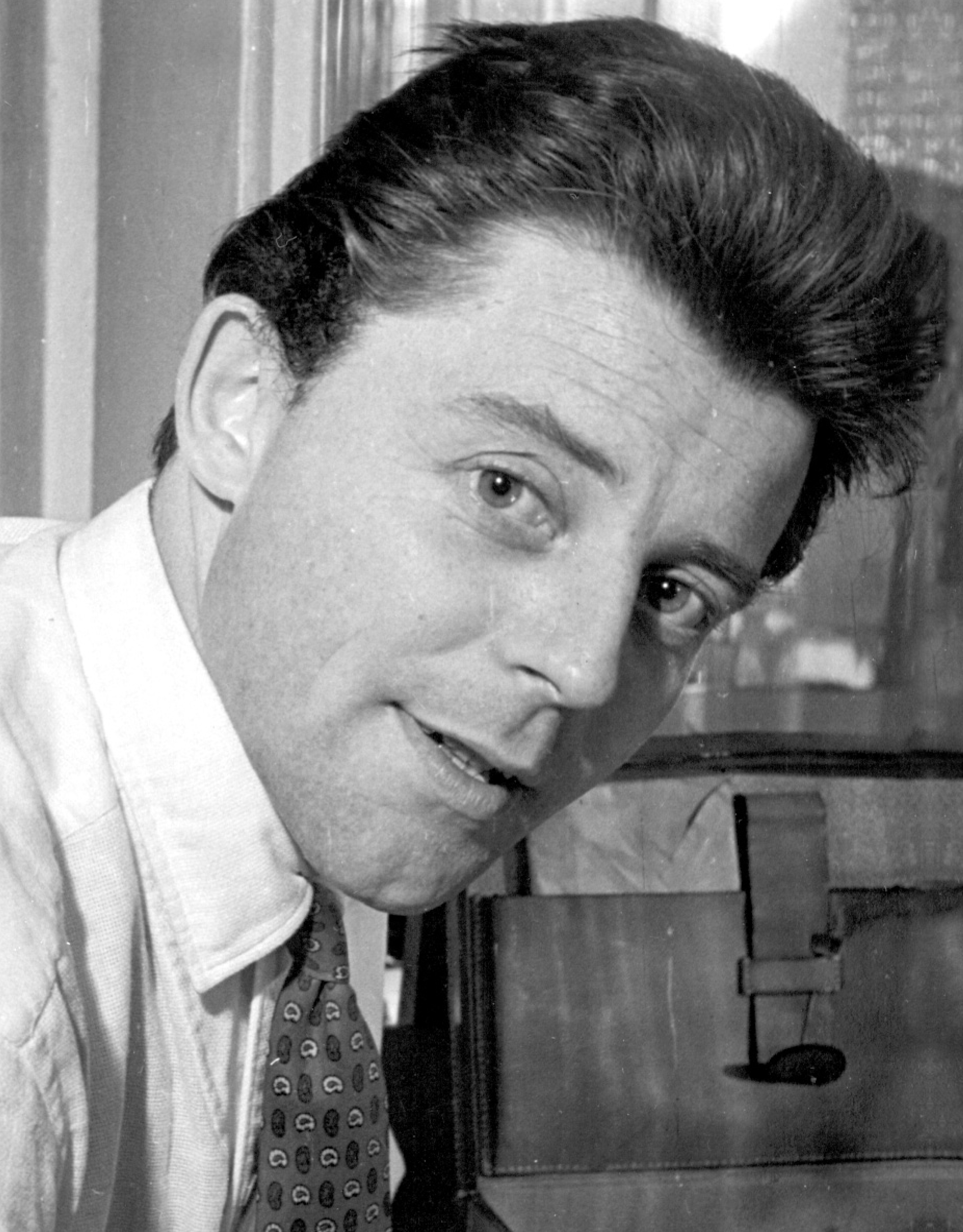
Gérard Philipe.

Elle porte le nom de l'acteur français Gérard Philipe (1922-1959).

## Historique
Cette voie a été ouverte en 1973 sur l'emplacement du bastion no 23 de l'enceinte de Thiers sous le nom provisoire de « voie AN/16 ». 
Elle a pris sa dénomination actuelle par un arrêté du 21 octobre 1974.
Elle est bordée par le stade de la Muette et par l'ambassade de Russie.